# Torres (cantante)
Torres, pseudonimo di Mackenzie Ruth Scott (Orlando, 23 gennaio 1991), è una cantautrice statunitense.

## Biografia
Nata in Florida e cresciuta in Georgia, ha studiato in Tennessee, dove ha registrato nell'estate 2012, con l'aiuto di Ryan McFadden, il suo primo album in studio, l'eponimo Torres, uscito nel gennaio 2013 in maniera indipendente.
Partecipa ai cori di due brani dell'album Are We There di Sharon Van Etten (2014).
Nel maggio 2015 viene pubblicato il suo secondo album in studio Sprinter, prodotto da Rob Ellis e etichettato Partisan. Il disco vede la partecipazione di Scanner, Adrian Utley (Portishead) e Ian Oliver (bassista di PJ Harvey). 
Nel settembre 2017 viene pubblicato il terzo album Three Futures (4AD). Nello stesso anno partecipa alla compilation Cover Stories con la cover del brano Until I Die di Brandi Carlile.
Il suo quarto album Silver Tongue viene pubblicato da Merge nel gennaio 2020. Dopo poco più di un anno, nel luglio 2021, viene pubblicato Thirstier.

## Influenze
Tra le influenze sul suo stile musicale, l'artista ha citato Brandi Carlile e Fleetwood Mac.

## Discografia
- 2013 - Torres
- 2015 - Sprinter
- 2017 - Three Futures
- 2020 - Silver Tongue
- 2021 - Thirstier
- 2024 - What An Enormous Room